# Manjo Etam
Manjo Etam est un village de la Région du Littoral au Cameroun, situé dans la commune de Manjo, sur le site Communes et villes unies du Cameroun (CVUC).

## Population et développement
En 1967, la population de Manjo Etam était de 376 habitants, essentiellement des Manehas. Elle était de 226 lors du recensement de 2005.